# Romànovka (Mokroús)
|  | Per a altres significats, vegeu «Romànovka». |

Romànovka (en rus: Романовка) és un poble de l'óblast de Saràtov, a Rússia, segons el cens del 2015 tenia 863 habitants. Pertany al districte municipal de Mokroús.